# HD1
HD1 è una galassia Lyman-break situata nella costellazione del Sestante e scoperta il 7 aprile 2022 da alcuni astronomi dell'Università di Tokyo. Fino alla scoperta di JADES-GS-z13-0, grazie all'elaborazione di dati spettroscopici, HD1 fu ritenuta essere la galassia più distante dalla Terra in virtù del suo redshift di 13,27, corrispondente a un'età di 13,787 miliardi di anni, posteriore quindi al Big Bang di soli 324 milioni di anni. La sua distanza dal nostro Sistema Solare è stimata in 13,463 miliardi di anni luce, e, a causa dell'espansione dell'Universo, l'attuale distanza comovente è di 33,288 miliardi di anni luce.

## Scoperta
La galassia HD1 è stata scoperta dagli astronomi dell'Università di Tokyo assieme alla galassia HD2 (AR:02:18:52.44 DEC:-05:08:36.1) nella costellazione della Balena, . Queste due galassie sono state trovate in due zone di cielo esaminate rispettivamente dal Cosmic Evolution Survey e dal Subaru Telescope nel Subaru/XMM-Newton Deep Survey Field, nel corso di un sondaggio astronomico volto a trovare oggetti molto più luminosi nella cosiddetta banda K dell'infrarosso che nella banda H (circa 1,6 micron), il che potrebbe indicare che si tratti di una galassia Lyman-break spostata verso il rosso di un fattore di circa 13. Per questo motivo, le due galassie sono state chiamate "HD 1" e "HD 2" (per "abbandono della banda H", da non confondere con le stelle HD 1 e HD 2 nel catalogo Henry Draper).

## Record
HD1 è considerata una delle galassie conosciute più lontane finora identificate nell'universo osservabile. Prima della scoperta di HD1, la galassia più lontana a noi nota era Gn-z11, scoperta nel 2015 e avente un redshift di 11,09, corrispondente a un'epoca successiva di circa a 420 milioni al Big Bang, e di circa 100 milioni di anni alla comparsa di HD1.
Come precedentemente detto, HD1 ha mantenuto il record di galassia più lontana a noi nota fino alla conferma spettroscopica dei valori di redshift di alcune galassie Lyman-break scoperte a fine 2022 nel corso del programma Advanced Deep Extragalactic Survey (JADES), condotto con il telescopio spaziale James Webb. Dopo la conferma di un redshift pari a 13,2 per la galassia JADES-GS-z13-0, arrivata nel 2023, infatti, nel maggio del 2024 è stata annunciata la conferma di valori di redshift pari a 14,32+0,08
−0,20 e 13,90+0,17
−0,17 per due galassie denominate JADES-GS-z14-0 e JADES-GS-z14-1.

## Proprietà fisiche
Con il suo redshift spettroscopico di z = 13,27, il che significa che la luce della galassia ha viaggiato per 13,5 miliardi di anni nel suo cammino verso la Terra, che a causa dell'espansione dell'universo, corrisponde a una distanza comovente di circa 33,4 miliardi di anni luce (10,2 miliardi di parsec).
La posizione nel tempo di HD1 è stata determinata essere circa 330 milioni di anni successiva il Big Bang. Si è trovato che HD2, un'altra galassia con un simile alto redshift, risulta lontana quasi quanto HD1.
La luminosità insolitamente elevata di HD1 è stata una questione aperta per i suoi scopritori; ha un'emissione ultravioletta significativamente più luminosa rispetto a galassie simili in questa gamma del redshift. Sono state proposte possibili spiegazioni, una delle quali è che si tratti di una galassia Lyman-break attiva, o di una galassia starburst piuttosto estrema che produce stelle a una velocità molto superiore a qualsiasi altra osservata in precedenza. Si ritiene inoltre che possa ospitare un numero significativo di stelle di Popolazione III, che sono molto più massicce e luminose delle stelle odierne. Un altro scenario è che potrebbe essere un quasar che ospita un buco nero supermassiccio; un tale scenario metterebbe dei vincoli sui modelli di crescita dei buchi neri in una fase così precoce dell'universo. Una risoluzione sulla vera natura della galassia attende probabilmente conferme dal telescopio spaziale James Webb.

## Considerazioni future
Secondo gli scopritori di HD1 e HD2, "Se confermate spettroscopicamente, queste due sorgenti [cioè, HD1 e HD2] rappresenteranno un notevole laboratorio per studiare l'Universo a redshift precedentemente inaccessibili." I ricercatori si aspettano ulteriori chiarimenti sugli oggetti astronomici, inclusa una migliore identificazione degli oggetti come galassie, oppure quasar o buchi neri, quando potranno essere esaminati attentamente dal telescopio spaziale James Webb, dal telescopio spaziale Nancy Grace Roman e dalle missioni spaziali GREX-PLUS. HD1, a un attento esame, potrebbe anche rivelare le prime stelle visibili di Popolazione III, a causa della sua età molto precoce.
Inoltre, i ricercatori affermano che l'uso dei nuovi telescopi spaziali in arrivo potrebbe aiutare a scoprire oltre 10 000 galassie risalenti a questa prima epoca dell'Universo.